# Ten Out of 10

## Учасники запису
10cc
- Ерік Стюарт — вокал, клавішні, гітара, бас-гітара, слайд-гітара, ударні
- Грем Гулдмен — вокал, гітара, бас-гітара, контрабас, ситар, ударні
- Рік Фенн — гітара, безладова бас-гітара, бек-вокал
- Вік Емерсон — синклавір, клаввішні, бас-гітара
- Пол Берджесс — ударні

## Позиції в чартах
| Чарт       | Позиція |
| ---------- | ------- |
| Канада     | 31      |
| Нідерланди | 49      |
| Норвегія   | 17      |
| Швеція     | 24      |